# Фомина, Александра
Александра Фомина (лит. Aleksandra Fomina; род. 3 сентября 1980, Каунас, Литва) — современная литовская писательница, переводчица с русского, английского и испанского языков.

## Биография
Выросла в Каунасе, училась в средней школе с русским языком обучения. В 2002 году окончила Университет Витаутаса Великого со степенью бакалавра английской филологии. В 2004 году окончила магистратуру Вильнюсского университета по специальности «переводчик». В том же году дебютировала сборником рассказов «Чрезвычайное положение» („Nepaprastoji padetis“). Участвовала в деятельности мастерской идей Вильнюсского городского театра Оскараса Коршуноваса «Медные Рты» („Vario Burnos“), в деятельности международного театрального фестиваля «Сирены». В 2007—2008 годах работала в еженедельнике Союза писателей Литвы «Литература ир мянас» („Literatūra ir menas“). В 2008—2009 годах писала книжные рецензии для интернет-порталов kulturpolis.lt, ore.lt, lrytas.lt. Работала в центре визуальных искусств Йонаса Мякаса (лит. Jono Meko Vizualinių Menų centras).
В 2011 году вышел первый роман Фоминой «Мы вчера были на острове» („Mes vakar buvom saloje“). Книга рассказывает о потерянном поколении XXI века — поколении литовской молодёжи, взрослевшем в постсоветском Каунасе и после вступления страны в Евросоюз с большими надеждами эмигрировавшем в новый вавилон — Лондон. Столкнувшись с чуждым укладом жизни и тяжёлой, отупляющей работой, эти люди чувствуют себя никому не нужными и возвращаются на родину.

### Сборник рассказов
- Чрезвычайное положение — 2004 год

### Романы
- Мы вчера были на острове — 2011 год